# Histoire du canton de Fribourg
L'histoire du canton de Fribourg est marquée par la richesse des peuples ayant peuplé le canton. Fribourg est le premier canton à prédominance romande à être entré dans la confédération en 1481.

## Préhistoire et Antiquité

### Préhistoire
Le plus ancien site habité retrouvé dans le canton de Fribourg est un campement du Paléolithique supérieur datant de 13500 av. J.-C. situé près du lac de Lussy, dans la commune de Châtel-Saint-Denis. On a également trouvé des traces d'implantation datant du Mésolithique dans des falaises surplombant la Sarine près d'Arconciel, dans la vallée du Gros-Mont sur la commune de Charmey et la vallée de l'Euschels sur la commune de Bellegarde. Les rivages du lac de Neuchâtel et de celui du lac de Morat, sont le lieu de découvertes de vestiges datant principalement du Néolithique, de l'Âge du bronze et de la civilisation de Hallstatt redécouverte au XIXe siècle qui est plus connus sous le nom des Lacustres. Parmi les témoins archéologiques, on recense dix-huit blocs à cupules dans le canton. Quant à la civilisation de la Tène, elle est notamment présente au Mont Vully, où les restes d'un oppidum ont été retrouvés. Il s'agit probablement d'un des oppida mentionné par César dans la Guerre des Gaules.

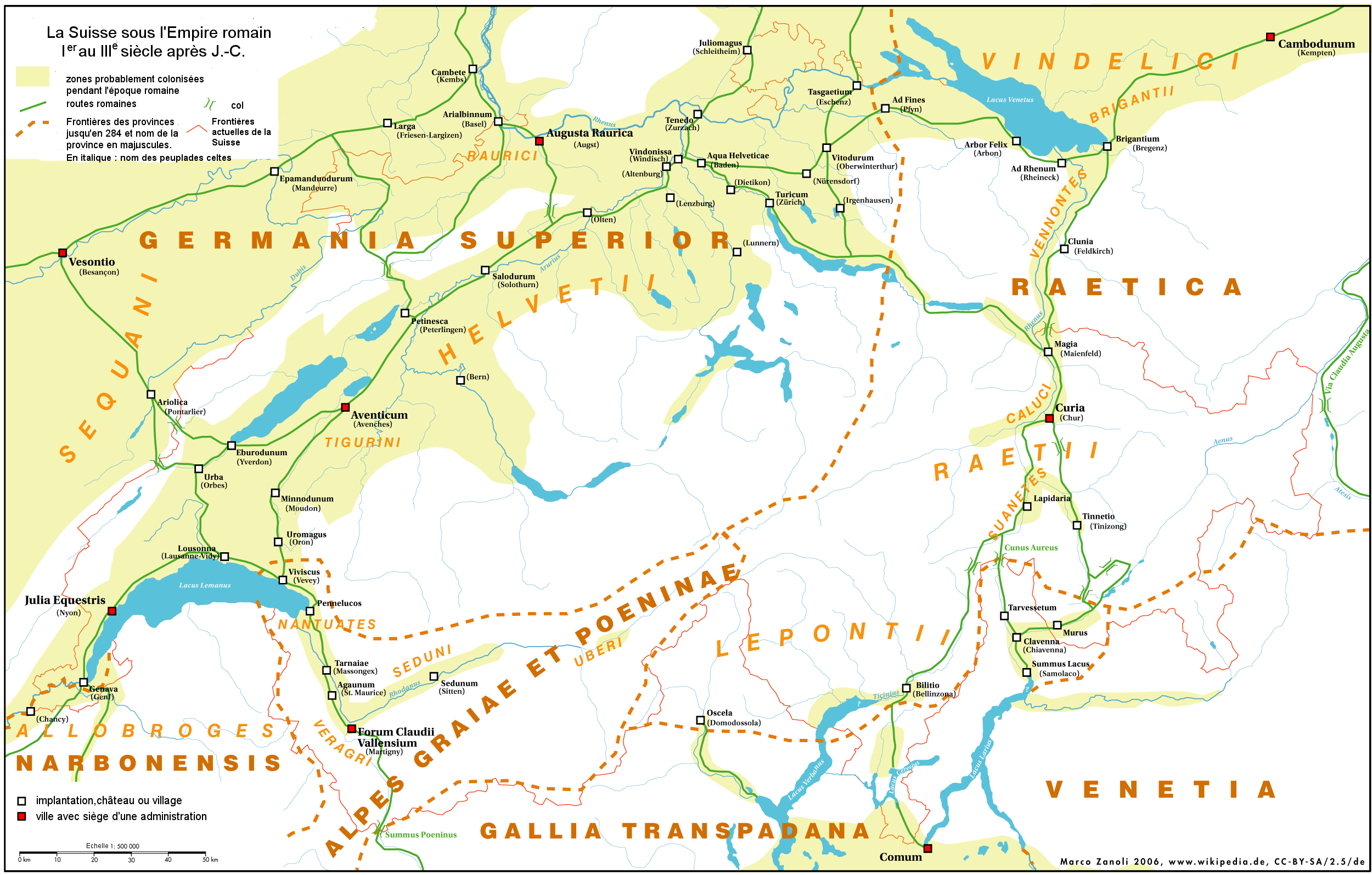
Carte de la Suisse actuelle représentant les peuples de ce territoire sous domination romaine.

### Domination romaine
Dès 58 av. J.-C., le canton passe sous domination romaine. En 15 apr. J.-C., l'Helvétie est rattachée à la province Rhétie-Vindélicie dont la capitale est Augsbourg mais l'influence romaine ne se fait sentir seulement dans quelques projets de constructions de routes. L'influence vient surtout de la proximité de la capitale de l'Helvétie romaine, Aventicum, qui favorise le développement de la région. De nombreux vici, comme celui de Marsens, et quelques villae sont fondés dans tout le territoire. Les vestiges de la villa de Vallon, dans la Broye, sont particulièrement bien conservés et un musée leur est consacré. L'influence romaine se raréfie dès le IIIe siècle avec les premières invasions alémanes.

## Moyen Âge

### Haut-Moyen Âge

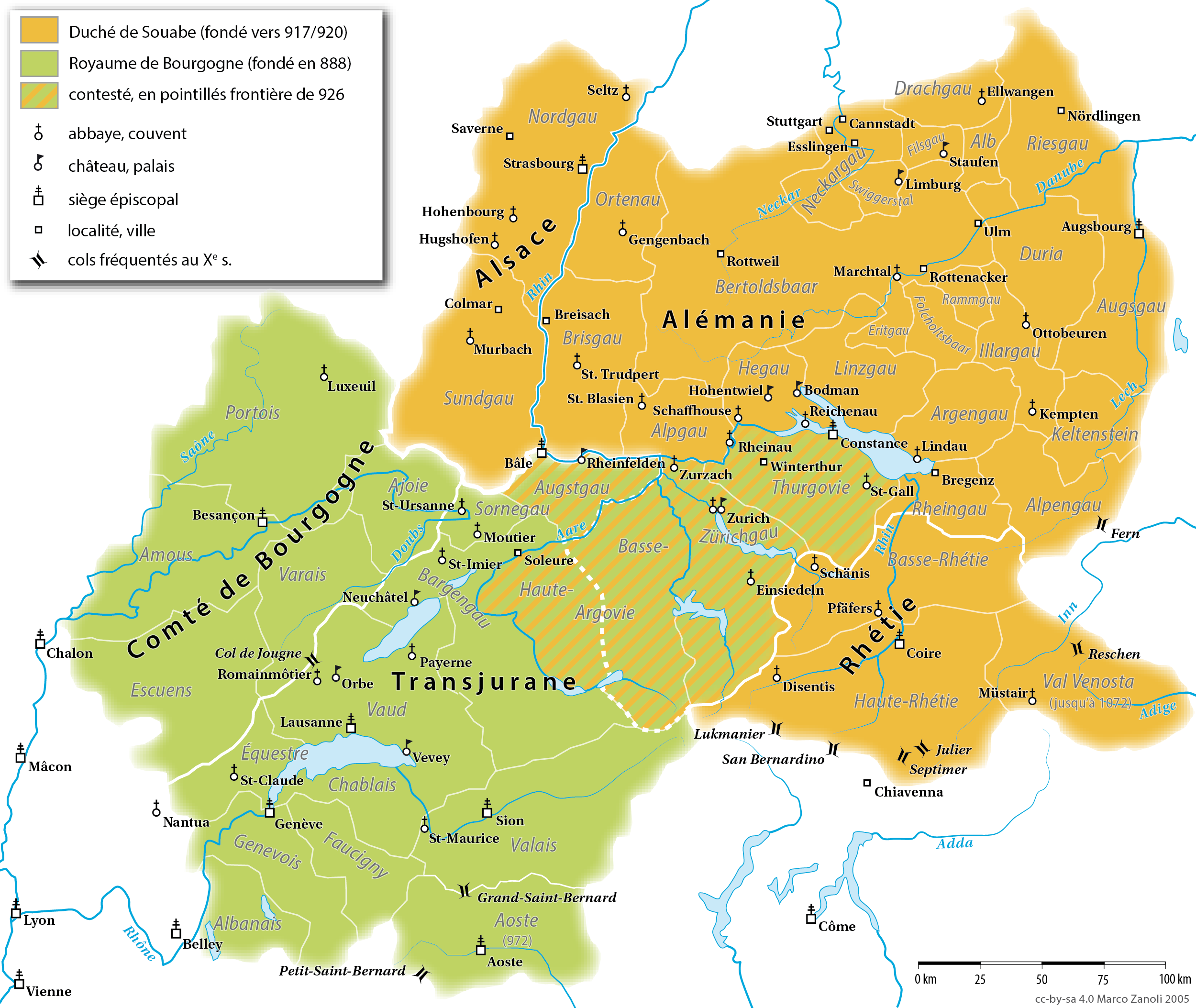
Royaume de Haute-Bourgogne (888-1032).

À partir du IIIe siècle, le canton subit les premières invasions alémanes au nord et bourgonaises à l'ouest comme le reste de la région mais contrairement au reste de la Romandie les envahisseurs ont pu garder leurs langues ce qui explique le bilinguisme de la région. La christianisation ne se fait qu'à partir du VIe siècle avec l'annexion de la contrée au Royaume de Bourgogne au VIIe siècle puis à l'empire de Charlemagne. En 888, à la mort du dernier successeur de Charlemagne, le territoire du canton fait partie du royaume de Haute-Bourgogne sous l’égérie de la transjurane puis est rattaché au Saint-Empire en 1032. Durant cette période, l'intégralité du canton fait partie du diocèse de Lausanne dont l'évêque a des droits sur la partie sud (Bulle, Albeuve et Riaz). C'est au XIe siècle également qu'apparaissent les mentions des seigneurs de Glâne et des comtes de Gruyère (en 1085).

### Moyen Âge central

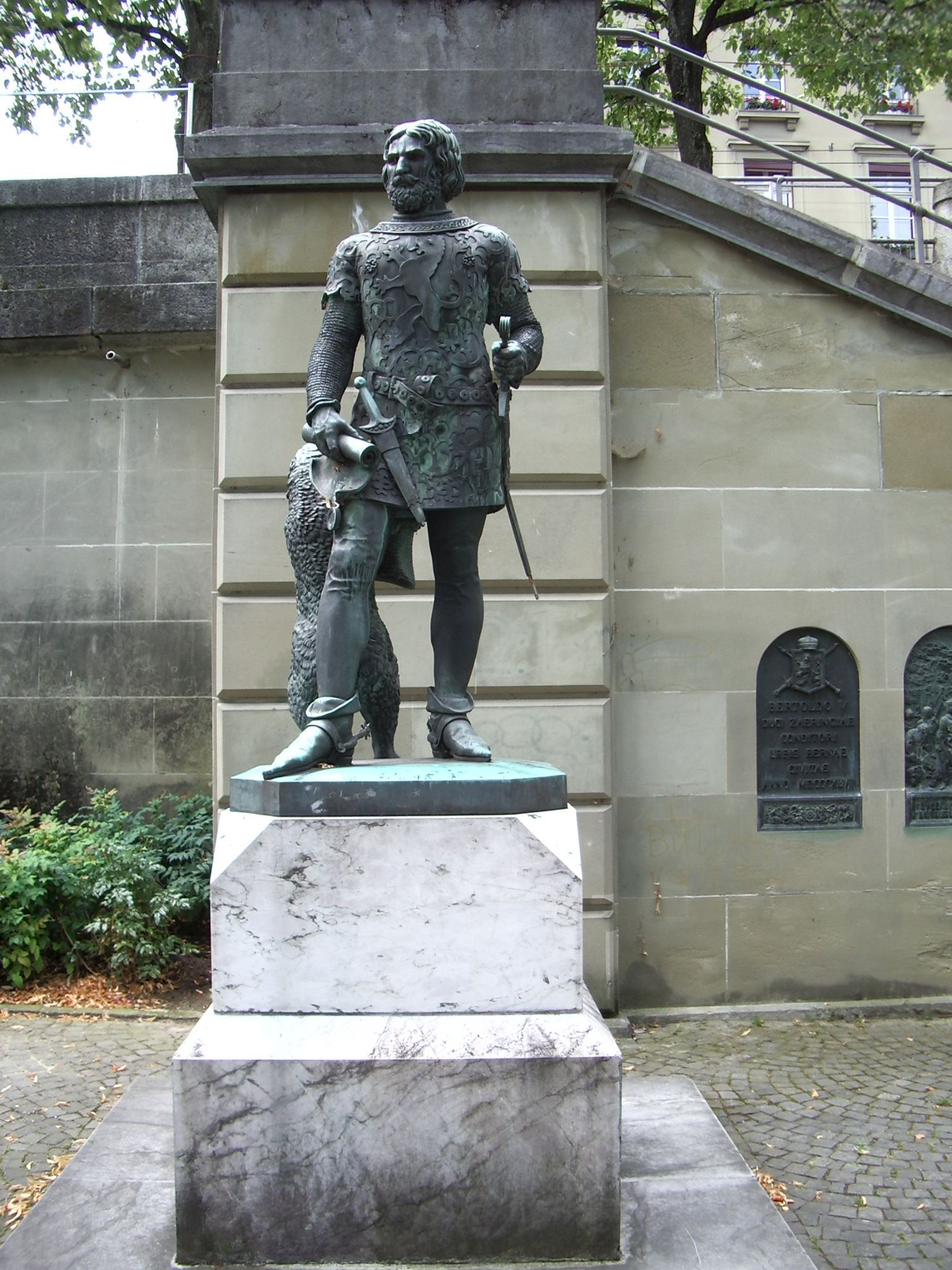
Bertold V de Zähringen.

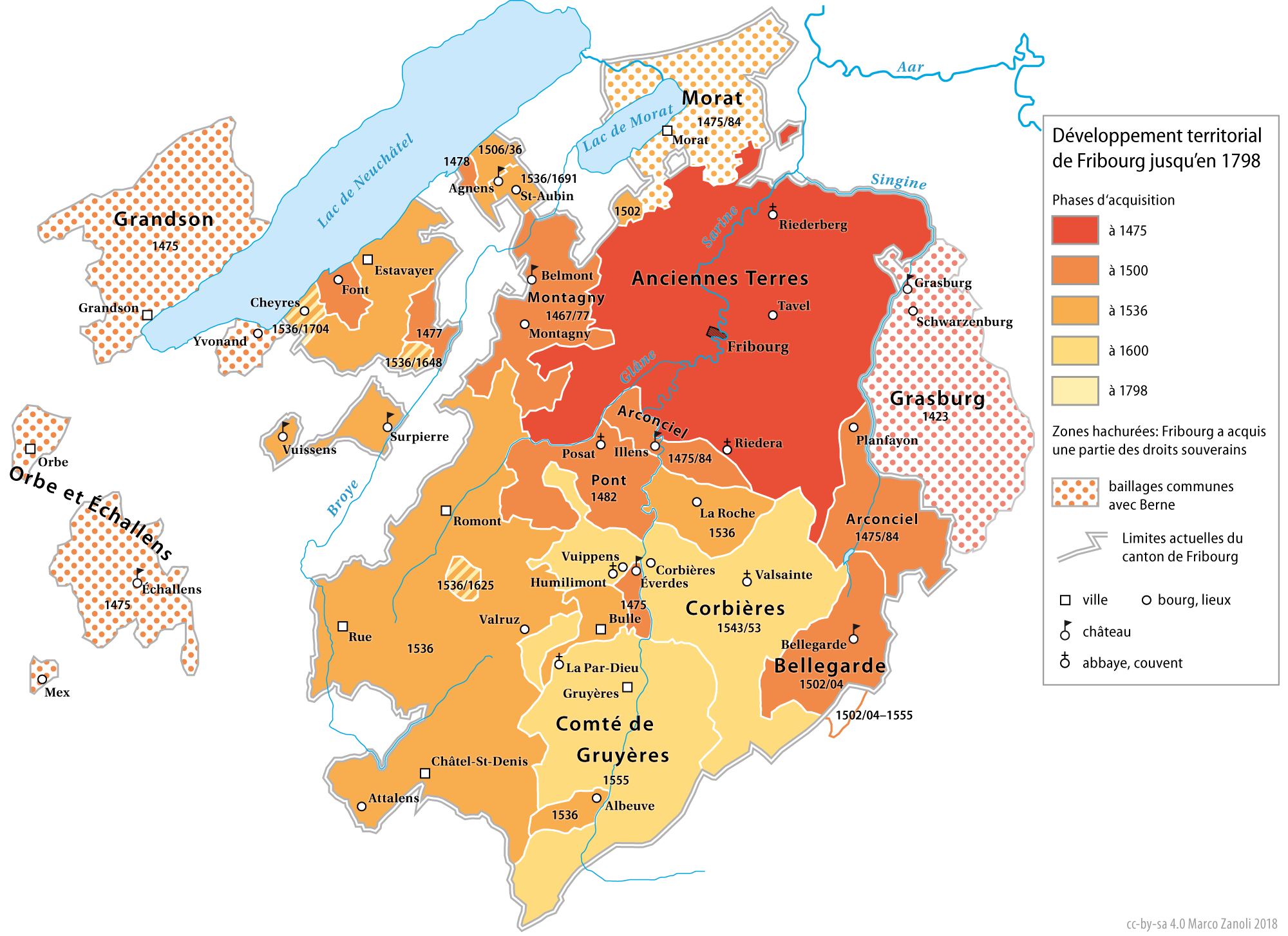
Développement territorial de Fribourg jusqu'en 1798.

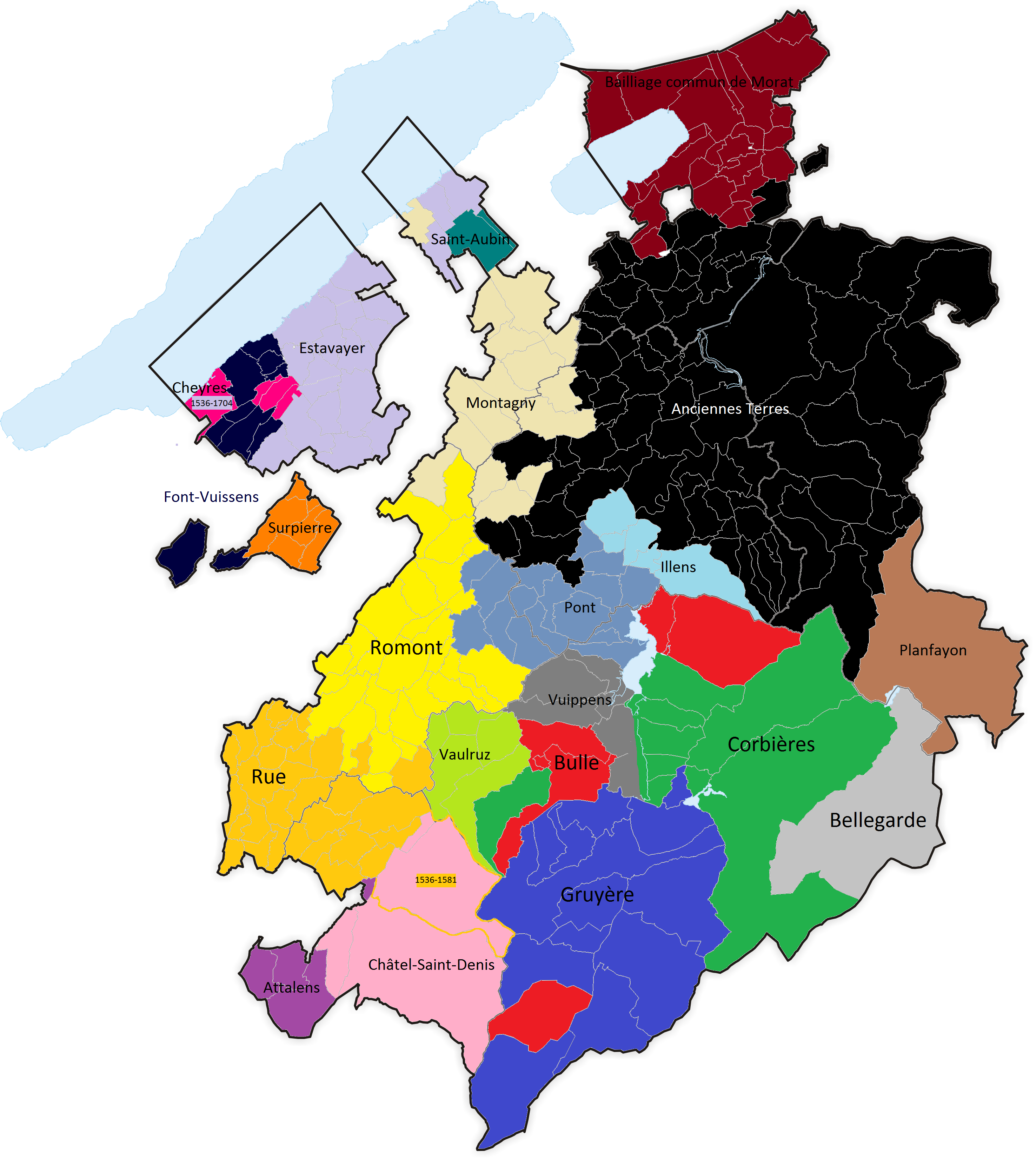
Carte des bailliages fribourgeois sous l'Ancien Régime.

#### Fondation de la ville de Fribourg
En 1127, le comte de Bourgogne Guillaume III l'Enfant, fils de Guillaume II et Agnès de Zaehringen, est assassiné au couvent de Payerne. L'oncle du jeune comte, Conrad de Zaehringen, revendique l'héritage du comté de Bourgogne. L'empereur Lothaire III accepte et le nomme recteur de Bourgogne. Cependant, Conrad et son fils Berthold IV subissent une série de revers contre les comtes de Genève d'abord puis voient le comté de Bourgogne leur échapper. Berthold IV n'abandonne toutefois pas l'idée de contrôler l'est du Jura et dans cette optique, fonde une série de villes dans le Plateau, dont Fribourg en 1157, dont le nom vient de l'allemand Frei-libre car les paysans réduits à l'époque à l'état de servitude par leurs suzerains pouvaient être affranchis s'ils demeuraient plus d'un an dans une ville (bourg) sans qu'on les réclame.
Au XIIIe siècle, des guerres entre le duc de Zaehringen et ses voisins ravagent le sud du territoire actuel du canton, le comté de Gruyère et la vallée de la Broye. En 1218, à la mort de Berthold V, les possessions des Zaehringen passent aux mains des Kibourg. Le XIIIe siècle voit les différents seigneurs féodaux de la région s'affronter dans des guerres incessantes. Le 26 novembre 1277 Anne de Kybourg et son époux vendirent la ville aux fils de Rodolphe de Habsbourg et elle resta sous domination des Habsbourg jusqu'en 1452. En 1452, les Fribourgeois réussirent à passer sous le protectorat de la Savoie qui seront également leur dernier suzerain. En 1477 Fribourg s'affranchit des Savoyards et elle obtiendra de l'empereur le statut de ville libre (libérée du joug de suzerain et qui peut avoir des terres).

## Fribourg et la Confédération
Lors des Guerres de Bourgogne, Fribourg, le Comte de Gruyère et les possessions de l'évêque de Lausanne s'allient aux Suisses. Le 22 décembre 1481, la ville de Fribourg rejoint la Confédération devenant le premier canton romand. L'administration cantonale décide d'employer l'allemand.

### Ancien Régime
Canton depuis peu, Fribourg choisit au moment de la Réforme de conserver le catholicisme. En 1524, le gouvernement impose la profession de foi à toute la population, les récalcitrants étant contraints à l'exil. Cependant, les liens qui unissent Fribourg avec Berne et Genève (traités de combourgeoisie) sont maintenus, même après le passage de ces dernières à la Réforme. En 1536, profitant de l'intrusion bernoise dans le Pays de Vaud, Fribourg s'empare de Romont, Attalens, Bulle et Châtel-Saint-Denis et les transforme en bailliages. En 1555, il s'empare de la partie inférieure du Comté de Gruyère, dont le dernier comte, Michel, est ruiné. Ainsi, le territoire actuel du canton est à peu près formé dès le milieu du XVIe siècle. Jusqu'en 1798, le canton de Fribourg sera enclavé dans les possessions bernoises, ce qui provoquera de la part de ses autorités une double volonté : ménager son puissant voisin et le dissuader de toute agression en s'alliant auprès des puissances catholiques européennes, la France notamment.

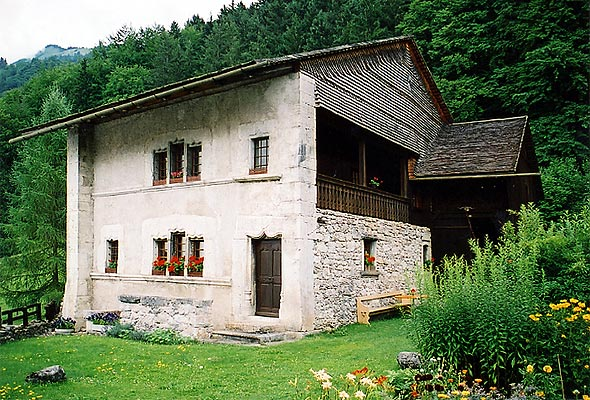
La maison du Banneret à Grandvillard, témoignage de l'âge d'or du gruyère.

Dès le milieu du XVIe siècle, un régime de type patricien se met progressivement en place. En 1542 est créé un Conseil secret de dix membres dont font partie les quatre bannerets de la ville. En 1627, les bourgeois membres du Conseil secret se proclament seuls éligibles et en 1684, l'accession à la bourgeoisie est restreinte. Dès lors, le nombre de familles dirigeantes, patriciennes, ne cessent de diminuer. Ni la bourgeoisie commune de la ville ni les bourgeoisies des autres villes du canton ne réagissent au coup d'État. Le régime patricien tentera durant tout le XVIIe siècle et le XVIIIe siècle de rationaliser et de centraliser le territoire du canton, fruit des conquêtes du XVIe siècle. Non sans résistance. Les troubles de 1781 en sont la principale manifestation. Cependant, la tentative de Pierre-Nicolas Chenaux de renverser le gouvernement échoue malgré le soutien des paysans de la Gruyère et de la Singine dont les ressentiments envers les réformes des « Lumières patriciennes » étaient vifs.
L'économie fribourgeoise de l'Ancien régime est marquée par la prépondérance écrasante du secteur primaire. Dans les régions préalpines, l'économie fromagère connaît un fort développement. On assiste alors à la création de véritables dynasties de barons du fromage, à Charmey et Grandvillard notamment, dont l'apogée se situe dans la première moitié du XVIIIe siècle. Le commerce est également florissant, preuve en est le nombre élevé de villes tenant de nombreuses foires. Cependant, malgré une situation économique relativement bonne, l'émigration reste importante, notamment sous la forme du service capitulé.

## La république Helvétique
Le 2 mars 1798, les troupes révolutionnaires françaises entrent à Fribourg. C'est la fin de l'Ancien Régime qui s'écroule trois jours avant celui de son voisin bernois. Fribourg est incorporé de force dans la République helvétique qui est une copie de l'état français imposé par Napoléon Bonaparte. Dès la proclamation de l'Acte de médiation en 1803, il retrouve ses frontières qui ne changeront plus jusqu'à aujourd'hui. Jouissant des sympathies de Bonaparte, Fribourg obtient le rôle de canton directeur avec Berne, Zurich, Lucerne, Bâle et Soleure. Il est même le premier à tenir ce rôle en 1803. Son avoyer, Louis d'Affry, est Landamman de la Suisse. La Médiation marque le retour au pouvoir de l'aristocratie urbaine, notamment par l'utilisation du suffrage censitaires.

## Restauration de la Diète fédérale
Le 10 janvier 1814, le Grand Conseil dénonce l'Acte de Médiation. Quatre mois plus tard, le 10 mai 1814, le patriciat est rétabli dans tous ses droits, au nom du principe de légitimité de la Restauration. Le caractère réactionnaire est perceptible également dans le rappel des Jésuites en 1818. En 1830, à l'annonce de la révolution de Juillet, les paysans et la population de Fribourg font pression sur le Grand Conseil lors de la « journée des bâtons » le 2 décembre 1830. Celui-ci met fin à la domination du patriciat et un régime libéral se met en place. Cependant, dès les élections de 1834 et 1837, les Conservateurs, appuyés par le clergé, reprennent le pouvoir.

## Guerre du Sonderbund et conséquences
En 1845, il adhère au Sonderbund. Lors de la Guerre du Sonderbund en 1847, le canton est le premier objectif des troupes fédérales du général Dufour. Il tombe après 3 jours d'opérations militaires. Un nouveau régime se met alors en place.

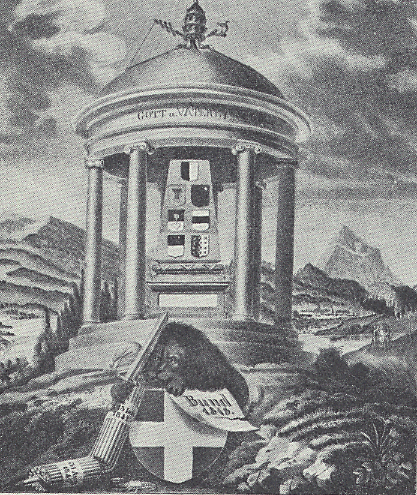
Caricature des sept cantons du Sonderbund.

Le régime radical en place en 1848, fortement anticlérical, réorganise le territoire en sept districts (les sept districts actuels) et tente de limiter au maximum l'influence du clergé. Mais son influence ne dure pas. Dès 1856, les Conservateurs reprennent le pouvoir et révisent la constitution en y supprimant les articles anticléricaux. Ils s'appuient sur leur nouveau journal La Liberté et sur diverses associations catholiques.

## Époque contemporaine
En 1886 accède au pouvoir Georges Python dont les idées, mêlant conservatisme catholique et ambitions industrielles, donnent naissance à la période de la « République chrétienne ». Durant cette époque, le canton se modernise avec plus ou moins de succès par la création de la Société des Eaux et Forêts (futures Entreprises électriques fribourgeoises, EEF, et actuel « Groupe E »), de la Banque d’État, de l'hôpital cantonal de Fribourg, de l'école catholique internationale d'infirmières de Fribourg (actuelle Haute école de santé) ou encore de l'Université de Fribourg.
Lors de la Première Guerre mondiale, le canton, bilingue, se divise entre pro-Entente et pro-Centraux. L'Entre-deux-guerres est une période difficile pour le canton, majoritairement agricole et dont l'économie souffre des différentes crises. Dès les années 1950, le canton prend conscience de son retard et profite de la conjoncture économique très positive pour se moderniser par la construction de barrages et le développement du réseau routier. Il attire de nouvelles industries par des avantages fiscaux. La part de l'agriculture passe alors de 47 % en 1920 à 18 % en 1970 des actifs, le secondaire de 28 à 46 % et le tertiaire de 25 à 36 %. Parallèlement, l'hégémonie conservatrice s'estompe au profit d'une répartition intégrant dans le gouvernement les anciens adversaires radicaux dès 1919 et les socialistes dès 1971. L'arrivée de l'autoroute A12 en 1981 dope l'économie du sud du canton malgré les crises économiques des années 1980. En 2004, le canton se dote d'une nouvelle constitution.

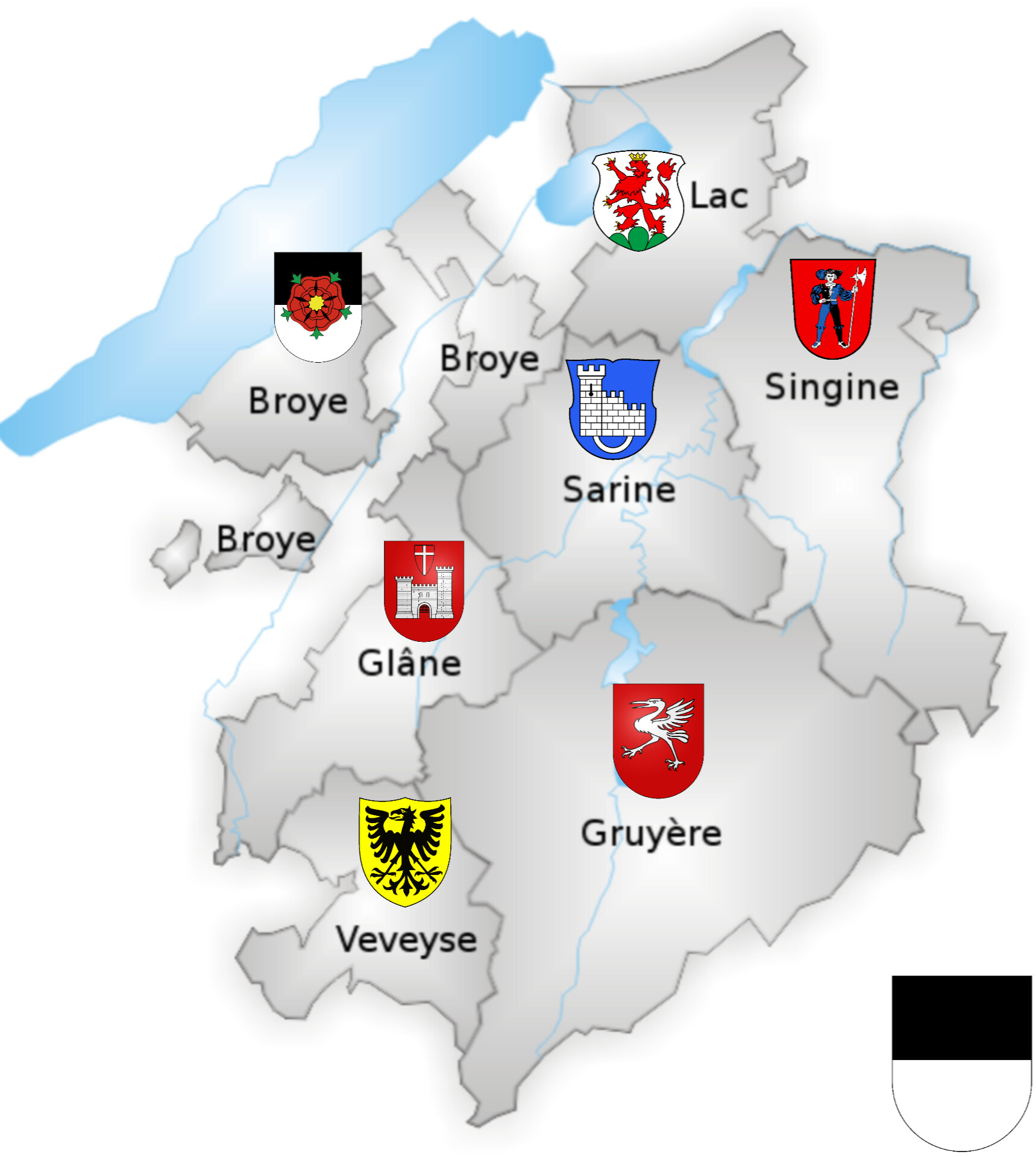
Districts du Canton de Fribourg